# Casinaria excavator
Casinaria excavator là một loài tò vò trong họ Ichneumonidae.